# Contea di Maricopa
La contea di Maricopa, in inglese Maricopa County, è una contea dello Stato dell'Arizona, negli Stati Uniti. La popolazione al censimento del 2014 era di 4 087 191 abitanti. Il capoluogo di contea è Phoenix, nonché capitale dello Stato.

## Geografia fisica
Lo United States Census Bureau certifica che l'estensione della contea è di 23891 km², di cui 23836 km² composti da terra e i rimanenti 55 km² composti di acqua.
È la contea con più abitanti dell'Arizona. Qui si trovano le seguenti riserve: Fort McDowell Yavapai Nation, Gila River Indian Community, Salt River Pima–Maricopa Indian Community e Tohono O'odham Nation.

### Contee confinanti
- Contea di Yavapai - nord
- Contea di Gila - est
- Contea di Pinal - sud-est
- Contea di Pima - sud
- Contea di La Paz - ovest
- Contea di Yuma - ovest

## Storia
La Contea di Maricopa è stata costituita il 14 febbraio 1871. Deve il suo nome ai nativi Maricopa.

## Comuni

### Cities
- Apache Junction
- Avondale
- Buckeye
- Chandler
- El Mirage
- Glendale
- Goodyear

- Litchfield Park
- Mesa
- Peoria
- Phoenix (capoluogo)
- Scottsdale
- Surprise
- Tempe
- Tolleson

### Towns
- Carefree
- Cave Creek
- Fountain Hills
- Gila Bend
- Gilbert
- Guadalupe
- Paradise Valley
- Queen Creek
- Wickenburg
- Youngtown